# Sam O'Steen
Pour les articles homonymes, voir O'Steen.
Sam O'Steen est un monteur et réalisateur américain, né le 6 novembre 1923 en Arkansas (États-Unis) et mort le 11 octobre 2000 à Atlantic City (New Jersey).

## Filmographie

### comme monteur
- 1961 : The Legend of Mandinga
- 1964 : Les Sept voleurs de Chicago (Robin and the 7 Hoods) de Gordon Douglas
- 1964 : Un mari à tout faire (Kisses for My President) de Curtis Bernhardt
- 1964 : Youngblood Hawke de Delmer Daves
- 1965 : L'Île des braves (None But The Brave) de Frank Sinatra
- 1965 : Les Inséparables (Marriage on the Rocks) de  Jack Donohue
- 1966 : Qui a peur de Virginia Woolf ? (Who's Afraid of Virginia Woolf?) de Mike Nichols
- 1967 : Hotel de Richard Quine
- 1967 : Luke la main froide (Cool Hand Luke) de Stuart Rosenberg
- 1967 : Le Lauréat (The Graduate) de Mike Nichols
- 1968 : Le Bébé de Rosemary (Rosemary's Baby) de Roman Polanski
- 1969 : The Sterile Cuckoo de Alan J. Pakula
- 1970 : Catch-22 de Mike Nichols
- 1971 : Ce plaisir qu'on dit charnel (Carnal Knowledge) de Mike Nichols
- 1972 : Portnoy et son complexe (Portnoy's Complaint) de Ernest Lehman
- 1973 : Le Jour du dauphin (The Day of the Dolphin) de Mike Nichols
- 1974 : Chinatown de Roman Polanski
- 1978 : Le Récidiviste (Straight Time) de Ulu Grosbard
- 1979 : Hurricane de Jan Troell
- 1982 : Amityville 2: Le Damné (Amityville II: The Possession) de Damiano Damiani
- 1983 : Le Mystère Silkwood (Silkwood) de Mike Nichols
- 1986 : La Brûlure (Heartburn) de Mike Nichols
- 1987 : Nadine de Robert Benton
- 1988 : Frantic de Roman Polanski
- 1988 : Biloxi Blues de Mike Nichols
- 1988 : Working Girl de Mike Nichols
- 1989 : Une saison blanche et sèche (A Dry White Season) de Euzhan Palcy
- 1990 : Bons Baisers d'Hollywood (Postcards from the Edge) de Mike Nichols
- 1991 : À propos d'Henry (Regarding Henry) de Mike Nichols
- 1992 : Jeux d'adultes (Consenting Adults) de Alan J. Pakula
- 1994 : Wolf de Mike Nichols
- 1997 : Dans l'ombre de Manhattan (Night Falls on Manhattan) de Sidney Lumet
- 1999 : The White River Kid

### comme réalisateur
- 1973 : A Brand New Life (TV)
- 1974 : I Love You, Goodbye (TV)
- 1975 : Queen of the Stardust Ballroom (en) (TV)
- 1976 : Sparkle (en)
- 1976 : High Risk (TV)
- 1976 : Qu'est-il arrivé au bébé de Rosemary ? (Look What's Happened to Rosemary's Baby) (TV)
- 1981 : The Best Little Girl in the World (en) (TV)
- 1985 : Kids Don't Tell (en) (TV)